# La Papesse Jeanne (film, 2016)
Pour les articles homonymes, voir La Papesse Jeanne.
Pour plus de détails, voir Fiche technique et Distribution.
La Papesse Jeanne est un film français réalisé par Jean Breschand et sorti en 2016.

## Synopsis
L'histoire et la vie de Papesse Jeanne au Haut Moyen Âge...

## Fiche technique
- Titre : La Papesse Jeanne
- Réalisation : Jean Breschand
- Scénario : Jean Breschand et François Prodrominès
- Photographie : Carlos Alvarez
- Décors : Brigitte Brasart
- Son : Graciela  Barrault
- Musique : Sylvain Kassap
- Montage : Florence Bresson
- Production : La Huit Production - CINED Productions
- Distribution : Shellac
- Pays d’origine :  France
- Durée : 92 minutes (1 h 32 min)
- Dates de sortie :   
  - France - 28 novembre 2016	(Festival du film de Belfort - Entrevues)
  - France - 26 avril 2017

## Distribution
- Agathe Bonitzer : Jeanne
- Grégoire Tachnakian : Fromentin
- Sabine Haudepin : la mère supérieure
- Francis Coffinet : le prêtre affable
- Roman Kané : Florus
- Bruno La Brasca : le pape Léon IV
- Mostefa Djadjam : l'évêque sévère
- Daniel Isoppo : le père moine
- Pierre-Laurent Santelli : l'ermite

## Production
Le tournage du film a lieu du 18 mai au 12 juin 2015 en Corse à L'Île-Rousse, Cap Corse et Corte notamment.

## Distinctions
- Prix Gérard Frot-Coutaz au Festival de Belfort 2016[1]